# Синаев-Бернштейн, Лев Семёнович

Скульптура Л. Синаева-Бернштейна «Плачущий Ездра». 1898 г.

Лев (Леопольд) Семёнович Синаев-Бернштейн (4 декабря 1867, Вильно, Российская империя — 3 февраля 1944, концлагерь Дранси, Франция) — французский скульптор.

## Биография
Учился живописи в Вильно. В 14-летнем возрасте переселился в Париж.
С 1881 года учился и работал под руководством Ж. Далу и О. Родена, затем создал собственную школу-студию (в числе его учеников — С. Н. Судьбинин).
В 1890 году впервые выставлялся в Салоне Общества французских художников. В дальнейшем создал ряд бронзовых и мраморных скульптурных портретов и бюстов европейских знаменитостей: поэта А. Рембо, государственного деятеля Вальдека, скрипача Л. Ренье, кардинала Ремпеля, советника Русского посольства во Франции Н. Н. Гирса и других, многочисленные символические и жанровые скульптуры, надгробия.
В 1892 скульптуру «Плачущий Ездра» приобрело Французское правительство и поместило в гипсовом слепке в музее Санса (Sens). В 1897 г. скульптор воспроизвёл её в мраморе. В 1900 получил золотую медаль на Всемирной выставке в Париже. В 1901 стал кавалером ордена Почётного легиона.
В 1900-х годах приезжал в Россию. Побывал у Л. Н. Толстого в Ясной Поляне. По заказу ювелира Ф. Бушерона создал медаль в память писателя, которая в 1911 году экспонировалась в русском отделе Международной выставки в Риме.
Создал эскизы барельефного фриза на тему «Парнас» с изображением русских художников и писателей, шествующих к Аполлону, для строящегося здания Музея изобразительных искусств на Волхонке (фриз был отвергнут заказчиком; по мнению некоторых московских краеведов, эскизы были использованы для украшения доходного дома Г. Бройдо, Плотников пер., 4).
В 1908 г. показал в Париже скульптурную группу «La Mère de l’Humanité». С одобрения Великого князя Владимира Александровича и Великой княгини Марии Павловны, посетивших выставку, намеревался исполнить её в мраморе для России.
В 1910 г. участвовал в конкурсе на памятник Александру II в Петербурге.
Более 10 лет работал над скульптурой «Молодость и старость», которая была разрушена нацистами после оккупации Франции. В феврале 1944 года был арестован в Париже и помещен в лагерь Дранси, где и погиб.
Посмертно работы скульптора были показаны в Париже на Выставке русских художников и скульпторов, организованной Комитетом «Франция-СССР» (1945) и Выставке художников и скульпторов, погибших в депортации (галерея Zak, 1955).
Портрет художника Э. К. Липгарта работы скульптора (1910) представлен в Государственном Русском музее.